# Dialecte varésien
 (avril 2018).
Si vous disposez d'ouvrages ou d'articles de référence ou si vous connaissez des sites web de qualité traitant du thème abordé ici, merci de compléter l'article en donnant les références utiles à sa vérifiabilité et en les liant à la section « Notes et références ».
Le dialecte varésien (appelé varesotto, varesino et localement bosino) est un ensemble de patois appartenant à la branche occidentale du groupe lombard des langues romanes.

## Histoire
Pendant la période romaine, le latin a été influencé par de nombreux substrats celtiques, la région étant habitée par des insubres romanisés. À ce dialecte se sont agrégés des apports lombards, celtiques et germaniques au Moyen Âge. Les dominations successives des Espagnols, des Français et des Autrichiens ont ensuite laissé des traces assez remarquable dans la langue. Le français a ainsi influencé la bourgeoisie citadine de Milan qui a, à son tour, influencé les dialectes de la région environnante. À partir de la fin du XIXe siècle, la totalité des patois d'Italie a reçu une influence très notable de la langue italienne, en raison de l'augmentation de la diglossie (la coexistence de l'italien et la langue locale), amenant, dans les jeunes générations, à la perte du dialecte original.